# 알렉산더 왕 (디자이너)
알렉산더 왕(영어: Alexander Wang, 1983년 12월 26일 ~ )은 미국의 패션 디자이너이다.